# René Boylesve
René Boylesve, pseudonimo di René Tardivaux (Descartes, 14 aprile 1867 – Parigi, 14 gennaio 1926), è stato uno scrittore francese, affermatosi grazie ai suoi romanzi sulla vita provinciale. Sono inoltre celebri i suoi racconti d'amore di ambientazione italiana.